# Rhizodrilus pacificus
Rhizodrilus pacificus är en ringmaskart som först beskrevs av Brinkhurst och Baker 1979.  Rhizodrilus pacificus ingår i släktet Rhizodrilus och familjen glattmaskar. Utöver nominatformen finns också underarten R. p. kurilensis.